# 井藤真吾
井藤 真吾（いとう しんご、1990年5月27日 - ）は、岐阜県武儀郡武芸川町（現：関市）出身の元プロ野球選手（外野手）。

## 経歴

### プロ入り前
中京大中京高では2年までエースであったが、打撃に専念するため外野手に転向する。3年春には、第80回選抜高等学校野球大会に出場。初戦で明徳義塾高に延長10回の末2-3でサヨナラ負けを喫する。夏は、西愛知予選準決勝で愛知啓成高に4-8で敗退。
2008年10月30日、プロ野球ドラフト会議にて中日ドラゴンズから7位指名を受け入団。背番号は62。

### プロ入り後
2009年、2010年シーズンとも一軍出場はなく、二軍でも主に代走などでの起用にとどまり、2010年12月2日に自由契約選手として公示され、翌シーズンから育成選手として引き続き中日と契約した。背番号は205に変更となった。
2011年は二軍で打率.059、1本塁打、1打点、2012年は二軍で打率.263、0本塁打、19打点の成績を残した。2012年のオフに台湾で行われたアジア・ウィンター・リーグでは20試合46打数18安打、打率.391で8打点の成績を残した。
2013年7月22日に再び支配下選手登録されることが球団より発表された。背番号は46。シーズン終盤の9月に一軍初出場を含む4試合に出場したが、安打を打つことはできなかった。背番号はシーズン終了後に60に変更された。
2014年は一軍出場なしに終わり、10月1日に球団から戦力外通告を受けた。12月2日、自由契約公示された。
現役引退後は、2015年から故郷の岐阜県で中日新聞販売店の店主を務めている。

## 詳細情報

### 年度別打撃成績
| 年 度     | 球 団     | 試 合 | 打 席 | 打 数 | 得 点 | 安 打 | 二 塁 打 | 三 塁 打 | 本 塁 打 | 塁 打 | 打 点 | 盗 塁 | 盗 塁 死 | 犠 打 | 犠 飛 | 四 球 | 敬 遠 | 死 球 | 三 振 | 併 殺 打 | 打 率 | 出 塁 率 | 長 打 率 | O P S |
| --------- | --------- | ----- | ----- | ----- | ----- | ----- | -------- | -------- | -------- | ----- | ----- | ----- | -------- | ----- | ----- | ----- | ----- | ----- | ----- | -------- | ----- | -------- | -------- | ----- |
| 2013      | 中日      | 4     | 4     | 4     | 0     | 0     | 0        | 0        | 0        | 0     | 0     | 0     | 0        | 0     | 0     | 0     | 0     | 0     | 0     | 0        | .000  | .000     | .000     | .000  |
| 通算：1年 | 通算：1年 | 4     | 4     | 4     | 0     | 0     | 0        | 0        | 0        | 0     | 0     | 0     | 0        | 0     | 0     | 0     | 0     | 0     | 0     | 0        | .000  | .000     | .000     | .000  |

### 記録
- 初出場・初打席：2013年9月29日、対阪神タイガース23回戦（ナゴヤドーム）、7回裏に矢地健人の代打で出場、ランディ・メッセンジャーから中飛

### 背番号
- 62 （2009年 - 2010年）
- 205 （2011年 - 2013年途中）
- 46 （2013年途中 - 同年終了）
- 60 （2014年）